# Papierfabrik Niederauer Mühle
Die Papierfabrik Niederauer Mühle ist ein deutscher Hersteller von Wellpappenrohpapieren (weiß gedeckter Testliner) mit Sitz in Kreuzau bei Düren, Nordrhein-Westfalen.

## Geschichte
Das Unternehmen wurde 1831 von den Brüdern Franz und Ernst Schoeller als Tuchwalkmühle in Kreuzau gegründet. Am 8. Juli 1888 übernahm die Firma Hirtz & Kommer die Mühle und rüstete sie zur Papiermühle um. Zehn Jahre später kaufte sie Josef Schiffer und ging 1908 mit ihr in Konkurs. Die Konkursmasse erwarb die Firma Gebrüder Strepp von der Hochkoppelmühle. Am 30. Dezember 1932 übernahmen Kayser in Winden und Schulte-Krumpen gemeinsam die Fabrik und firmierten als „Karpa“ Karton- und Papierfabrik Kayser & Co, OHG, Winden, seit 1888 (1932) in Niederau.
Im Zweiten Weltkrieg wurde das Unternehmen schwer zerstört, konnte aber anschließend wieder aufgebaut und in den nächsten Jahren grundlegend modernisiert werden. Am 21. März 1978 ging die Firma zusammen mit dem Unternehmen des Partners Kayser in Winden erneut in Konkurs, konnte aber nach der Übernahme durch Paul Mertens am 6. April 1978 den Betrieb wieder aufnehmen. Seit diesem Zeitpunkt lautet die Firmierung Papierfabrik Niederauer Mühle GmbH. Schließlich wurde die Niederauer Mühle am 1. September 1984 von Holger Autenrieb und Manfred Meyer übernommen, die nach umfangreichen Umbaumaßnahmen die Produktion um 100 % auf ca. 100 Tagestonnen mit nunmehr 50 Beschäftigten steigern konnten. Darüber hinaus übernahm im Jahr 1994 die Papierfabrik Niederauer Mühle ein Großteil der Werksanlagen der ehemaligen und ein Jahr zuvor stillgelegten Firma Gebrüder Hoesch aus Kreuzau-Niederau, die über viele Jahrzehnte als führender Anbieter weiß gedeckter Wellpappenrohpapiere für die Verpackungsindustrie galt.
Im November 2015 wurde bekannt, dass die Niederauer Mühle die insolvente Walsum Papier übernehmen will.